# Robert Gordon Wasson
Robert Gordon Wasson (ur. 22 września 1898 w Great Falls, zm. 23 grudnia 1986 w Danbury) – amerykański bankier i naukowiec amator, twórca etnomykologii. Badacz grzybów o działaniu psychoaktywnym i ich roli w kulturze i religii.

## Życiorys
Urodził się w 1898 roku w Great Falls, w stanie Montana. Jego matką była Mary DeVeny Wasson, a ojcem Edmund Atwill Wasson, duchowny należący do Kościoła Episkopalnego. Od najmłodszych lat był uczony przez swojego ojca krytycyzmu wobec Biblii i zachęcany do wielokrotnego czytania jej w celu rozważania wszystkich jej ustępów pod różnymi aspektami. Sam Gordon Wasson w późniejszym życiu twierdził, że Biblia zawiera „bogactwo olśniewających opowieści o charakterze fikcyjnym i rzeczywistym”.
Podczas I wojny światowej służył we Francji w armii amerykańskiej jako radiooperator. Następnie przeniósł się do Nowego Jorku, gdzie uzyskał dyplom z literatury angielskiej na Uniwersytecie Columbia. Studiował również na London School of Economics. W trakcie wizyty w Londynie poznał rosyjską pediatrę, Walentynę Pawłowną Guercken, z którą się ożenił w 1926 roku. Zanim został bankierem pracował jako nauczyciel oraz jako dziennikarz gospodarczy. Pracę bankiera rozpoczął w nowojorskiej firmie Guaranty Trust Company. W 1934 roku przeniósł się do firmy J.P. Morgan & Co. na Wall Street, gdzie pracował aż do przejścia na emeryturę w 1963 roku. W 1943 roku został mianowany wiceprezydentem firmy.
Do czasu podróży poślubnej w 1927 roku, do Catskill Mountains, Gordon wychowany w kulturze anglosaskiej uważał, że wszystkie grzyby są trujące. Gdy jego żona, rodowita Rosjanka, nazbierała i zjadła grzyby znalezione podczas spaceru, Gordon był przekonany, że się otruje. Wbrew jego oczekiwaniom Walentynie nic się nie stało, co znacząco wpłynęło na jego sposób postrzegania grzybów. Jak wspominał „od tej chwili, kiedy tylko sprzyjały ku temu warunki, zbieraliśmy wszelkie informacje na temat stosunku ludzi do grzybów: ich wiedzy na ten temat, stosowanych nazw i ich etymologii, folkloru i legend, w których występują grzyby, odnośników do nich w przysłowiach, literaturze i mitologii”. Był to początek etnomykologii – badań na temat grzybów w kulturze. Wasson stworzył podział na kultury mykofobiczne, obawiające się grzybów (np. anglosaska) i mykofiliczne (np. rosyjska), które doceniają grzyby.
W latach 50. wspólnie z żoną udał się do Meksyku, by studiować rolę grzybów w obrzędach religijnych. Swoje badania opisał w książce Mushrooms, Russia and History (1957). W 1957 roku opublikował w czasopiśmie „Life” artykuł pod tytułem Szukając magicznego grzyba. Opisał w nim swoje doświadczenia po konsumpcji psychoaktywnych grzybów z rodzaju Psilocybe. Wasson zjadł je pod opieką lokalnej uzdrowicielki Marii Sabiny, z grupy etnicznej Mazateków, w wiosce Huahutla (w stanie Oaxaca). Po konsumpcji doświadczył halucynacji o charakterze mistyczno-religijnym. Przeżycia te potwierdziły jego przekonanie, że doświadczenia mistyczne i religijne człowieka są związane z używaniem grzybów psychoaktywnych.
Magazyn „Life” miał wówczas nakład około 5 mln egzemplarzy i istotny wpływ na opinię publiczną. Tekst Wassona wywarł duży wpływ na amerykańską kontrkulturę. Wasson przesłał grzyby do szwajcarskiego chemika Alberta Hoffmana, który stworzył syntetyczne wersję psylocybiny i psylociny, substancji odpowiedzialnych za halucynacje.
W swoich badaniach Wasson poświęcił również uwagę muchomorowi czerwonemu i jego roli w kulturze Indii.
Uważał, że substancje psychoaktywne pochodzące z grzybów powinny być określane jako enteogeny. Podkreślał w ten sposób rolę tych substancji w doświadczeniu religijnym.